# Finnország az 1932. évi téli olimpiai játékokon
Finnország az egyesült államokbeli Lake Placidben megrendezett 1932. évi téli olimpiai játékok egyik részt vevő nemzete volt. Az országot az olimpián 3 sportágban 7 sportoló képviselte, akik összesen 3 érmet szereztek.

## Érmesek
| Érem  | Versenyző       | Sportág | Versenyszám |
| ----- | --------------- | ------- | ----------- |
| Arany | Veli Saarinen   | Sífutás | Férfi 50 km |
| Ezüst | Väinö Liikkanen | Sífutás | Férfi 50 km |
| Bronz | Veli Saarinen   | Sífutás | Férfi 18 km |

## Gyorskorcsolya
| Versenyző      | Versenyszám | Előfutam       | Előfutam | Döntő   | Döntő    |
| Versenyző      | Versenyszám | Idő            | Hely.    | Idő     | Helyezés |
| -------------- | ----------- | -------------- | -------- | ------- | -------- |
| Ossi Blomqvist | 1500 m      | idő nem ismert | 5.       | kiesett | kiesett  |
| Ossi Blomqvist | 5000 m      | idő nem ismert | 5.       | kiesett | kiesett  |
| Ossi Blomqvist | 10 000 m    | idő nem ismert | 5.       | kiesett | kiesett  |

## Műkorcsolya
| Versenyző       | Versenyszám  | Kötelező elemek   | Kötelező elemek | Kűr               | Kűr   | Összesítés                     | Összesítés                     | Összesítés                     | Összesítés                     | Összesítés                     | Összesítés                     | Összesítés                     | Összesítés        | Összesítés  | Összesítés | Összesítés |
| Versenyző       | Versenyszám  | Kötelező elemek   | Kötelező elemek | Kűr               | Kűr   | Helyezési pontszámok bírónként | Helyezési pontszámok bírónként | Helyezési pontszámok bírónként | Helyezési pontszámok bírónként | Helyezési pontszámok bírónként | Helyezési pontszámok bírónként | Helyezési pontszámok bírónként | Több. hely. száma | Hely. össz. | Pont       | Helyezés   |
| Versenyző       | Versenyszám  | Több. hely. száma | Hely.           | Több. hely. száma | Hely. | 1                              | 2                              | 3                              | 4                              | 5                              | 6                              | 7                              | Több. hely. száma | Hely. össz. | Pont       | Helyezés   |
| --------------- | ------------ | ----------------- | --------------- | ----------------- | ----- | ------------------------------ | ------------------------------ | ------------------------------ | ------------------------------ | ------------------------------ | ------------------------------ | ------------------------------ | ----------------- | ----------- | ---------- | ---------- |
| Marcus Nikkanen | Férfi egyéni | 4×4+              | 4.              | 4×4+              | 4.    | 2,0                            | 4,0                            | 3,0                            | 3,0                            | 5,0                            | 5,0                            | 6,0                            | 4×4+              | 28,0        | 2420,1     | 4.         |

## Sífutás
| Versenyző          | Versenyszám | Eredmény      | Helyezés      |
| ------------------ | ----------- | ------------- | ------------- |
| Väinö Liikkanen    | 50 km       | 4:28:20       |               |
| Väinö Liikkanen    | 18 km       | 1:28:30       | 9.            |
| Valmari Toikka     | 18 km       | 1:27:51       | 7.            |
| Veli Saarinen      | 18 km       | 1:25:24       |               |
| Veli Saarinen      | 50 km       | 4:28:00       |               |
| Tauno Lappalainen  | 50 km       | 4:45:02       | 7.            |
| Martti Lappalainen | 50 km       | nem ért célba | nem ért célba |
| Martti Lappalainen | 18 km       | 1:26:31       | 4.            |